# Air Bucharest
Air Bucharest – rumuńska czarterowa linia lotnicza z siedzibą w Sektorze 2 w Bukareszcie. Oferuje połączenia czarterowe do krajów europejskich i afrykańskich. Linia operuje z portów lotniczych Bukareszt-Otopeni, Jassy, Kluż-Napoka, Timișoara i Sybin.
Linia posiada jeden samolot typu Boeing 737-300 wyleasingowany od linii Țiriac Air.

## Kierunki lotów
Air Bucharest wykonuje połączenia do następujących miejscowości:
 Czechy
- Praga

 Cypr
- Larnaka

 Egipt
- Hurghada
- Kair
- Szarm el-Szejk

 Francja
- Paryż

 Grecja
- Ateny
- Heraklion
- Korfu
- Rodos

 Hiszpania
- Barcelona
- Ibiza
- Majorka
- Malaga
- Sewilla
- Teneryfa
- Walencja

 Irlandia
- Dublin

 Izrael
- Tel-Awiw

 Portugalia
- Lizbona

 Rumunia
- Bukareszt
- Jassy
- Kluż-Napoka
- Timișoara
- Sybin

 Tunezja
- Monastyr

 Turcja
- Antalya
- Bodrum
- Stambuł

 Węgry
- Budapeszt

 Wielka Brytania
- Londyn

 Włochy
- Bari
- Katania
- Mediolan
- Neapol
- Piza
- Rzym
- Turyn
- Wenecja

 Zjednoczone Emiraty Arabskie
- Dubaj